# 持田百恵
持田 百恵（もちだ ももえ、1987年5月18日 - ）は、日本のAV女優。

## 出演作品

### アダルトビデオ
2009年
- エロい女のピストンマ●コとイヤラシい腰使い 9 絶頂限界ディルドゥオナニー （9月18日、映天）他出演:梨杏、前島エリナ、響愛莉、桃咲まなみ
- おっぱいバカ一代 おっきな乳見たい（9月18日、映天）他多数出演
- 家庭教師はガマンできない 36（11月6日、クリスタル映像）他出演:常磐エレナ、生田優雨、中條美華
- 激ピストン！ディルドオナニー（11月13日、マルクス兄弟）オムニバス作品
- 爆乳母娘（11月19日、OPPAI）共演:佐藤美紀
- 凄い発射（11月20日、オフィスケイズ）他出演:前島エリナ、桃咲まなみ、姫宮ラム
- アートギャラリーの女から絵を買わずに一発ヤって逃げる方法（11月20日、虎堂）他出演:前島エリナ、桃咲まなみ、梨杏、響愛莉
- 巨乳女狩り 39（12月4日、クリスタル映像）他出演:葉月奈穂、塚本渚、松金めぐみ、佐伯奈々
- 爆乳温泉乱交 (12月19日、OPPAI) 共演:星乃せあら、鈴香音色、坂本愛海、並木るか、中野愛里、あいぶらん
- 揺乳（YURE CHICHI）（12月19日、KEU）他出演:福山優、本原純、牧野絵里、仲村美緒
- アナル真正中出しの絶対アングル 人生初解禁!!初2穴アナル!初アナル真正中出しFuck!!（12月19日、みるきぃぷりん♪）

2010年
- 東京SEX 「若妻百恵のお宅に訪問」恥じらいながらも揺さぶる。自宅で夫以外の人と…（1月15日、なでしこ）
- 透明人間になれた僕!! 2（2月4日、アイエナジー）他出演:桃咲まなみ
- 素人ギャルズ［LEVEL A］ Ver.W（2月26日、EROTICA）他多数出演
- みるスポ!×2穴アナルFuck!! 持田百恵（3月25日、みるきぃぷりん）
- 爆乳おっぱい赤ちゃんプレイしながら手コキ120分（4月2日、映天）他7名出演
- 爆乳グラマラス10人（4月19日、ABC/妄想族）他9名出演
- 巨乳・爆乳 乳首吸い 2（5月1日、映天）他出演:愛あいり、吉川桃、七海あい、秋川ルイ、松金めぐみ、上原海里、真鍋紗愛、福山優、明日香芽衣、立花結衣、漣ゆめ
- 会社でイカされる女子社員4時間（7月9日、クリスタル映像）他多数出演
- 極選4時間 巨乳女狩り4（11月5日、クリスタル映像）他多数出演
- 巨乳・爆乳 四つん這い 乳舐め吸い（12月17日、映天）他多数出演
- ご奉仕パイズリ（12月19日、OPPAI）他多数出演

2011年
- 巨乳・爆乳 爆乳脱がさず揉み !!（3月4日、映天）他多数出演